# 9882 Stallman
9882 Stallman è un asteroide della fascia principale. Scoperto nel 1994, presenta un'orbita caratterizzata da un semiasse maggiore pari a 2,3926529 au e da un'eccentricità di 0,1825212, inclinata di 0,99188° rispetto all'eclittica.
L'asteroide è dedicato al fondatore del progetto GNU, Richard Stallman.